# Apeadeiro de Cedrim
O Apeadeiro de Cedrim foi uma gare da Linha do Linha do Vouga, que servia a povoação de Cedrim, no concelho de Sever do Vouga, em Portugal.

## História

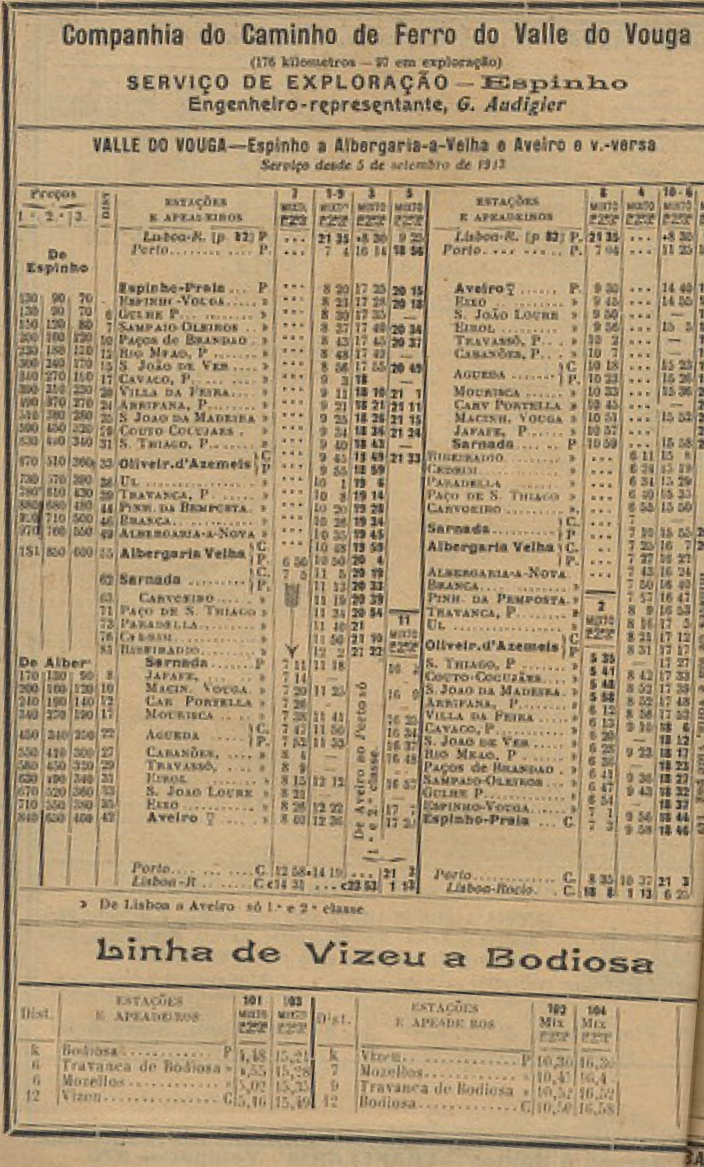
Horário da rede do Vouga em 1913, incluindo Cedrim.

Esta interface fazia parte do troço entre Foz do Rio Mau e Ribeiradio, que entrou ao serviço em 4 de Novembro de 1913, pela Compagnie Française pour la Construction et Exploitation des Chemins de Fer à l'Étranger.
Nos horários de 1939, esta interface aparecia com o nome de Barreiros.
Em 1 de Janeiro de 1947, a Companhia dos Caminhos de Ferro Portugueses passou a explorar a Linha do Vouga. Um diploma publicado no Diário do Governo n.º 104, II Série, de 8 de Maio de 1951, autorizou o processo de expropriação de uma parcela de terreno entre os quilómetros 75,540.00 e 75,745,90 da Linha do Vouga, para a construção de um reservatório de água no Apeadeiro de Cedrim. O plano para este reservatório foi aprovado pelo Diário do Governo n.º 115, II Série, de 21 de Maio do mesmo ano.
O lanço entre Sernada do Vouga e Viseu foi encerrado no dia 2 de Janeiro de 1990.

## Leitura recomendada
- SILVA, José Ribeiro da; RIBEIRO, Manuel (2007). Os Comboios em Portugal. Col: Os Comboios em Portugal. Volume III 1.ª ed. Lisboa: Terramar - Editores, Distribuidores e Livreiros, Lda. 203 páginas. ISBN 978-972-710-408-6